# Vatroslav Lopašić
Vatroslav Lopašić (Pakrac, 9. prosinca 1911.  - Zagreb, 17. prosinca 2003.), hrvatski fizičar,"klasik hrvatske fizike" i zaljubljenik u glagoljicu i hrvatski jezik.

## Životopis
Rođen je u Pakracu, u staroj obitelji iz Karlovca. U Srijemskoj je Mitrovici polazio osnovnu školu. U Zagrebu je polazio realnu gimnaziju u Zagrebu. Upisao Filozofski fakultet Sveučilišta u Zagrebu gdje je diplomirao 1934. godine na grupi predmeta Teorijska matematika. Iste je godine imenovan na dužnost asistenta dnevničara u Fizikalnom zavodu Filozofskog fakulteta.
Doktorirao eksperimentalnu fiziku 1939. godine istraživajući ultrazvuk. Mentor je bio prof. Stanko Hondl. Iste godine je asistent iz fizike. Godine 1943. postao je predavač teorijske fizike na Filozofskom fakultetu. Predavao je do 1945. godine. Surađivao na Hrvatskoj enciklopediji Mate Ujevića.
Maknut je s mjesta predavača jer je kao vjernik bio nepoćudan. Sljedeće je godine našao mjesto honorarnog nastavnika fizike na Visokoj pedagoškoj školi u Zagrebu, a godinu poslije je profesor u toj školi. Od 1950. godine izvanredni je profesor fizike na Tehničkom fakultetu u Zagrebu.
S Ivanom Supekom, Mladenom Paićem, Krešimirom Balenovićem i Josipom Lončarem osnovao Institut Ruđer Bošković u Zagrebu. Dužnost pročelnika III. odjela (za elektroniku) na toj ustanovi obnašao do 1956., ali je s položaja maknut kao i 1945., zbog vjerskih razloga.
Novo je radno mjesto našao na Elektrotehničkom fakultetu u Zagrebu gdje je za redovnog profesora izabran 1958. godine. Već prije, od 1950., na tom je fakultetu bio predstojnik Zavoda za fiziku. Dužnost je obnašao do 1967. godine. Svako mu je predavanje bilo popraćeno pokusima. Na istom fakultetu držao je kolegij na poslijediplomskom studiju Mjerenja u fizici i tehnici. Akademske je godine 1959./1960. izabran za dekana.
Radio je i honorano na PMF-u u Zagrebu gdje je predavao neke specijalne kolegije iz područja fizike.
Objavio je mnogo radova na hrvatskom, njemačkom i engleskom jeziku. Tri su njegova udžbenika iz fizike udžbenici zagrebačkog sveučilišta.
Kao matematičar bio je očaran beskonačnošću i složenošću skupom prirodnih brojeva. Za nj je govorio "1, 2, 3 ... (i zatim tri točkice). Znao je reći - "One tri točkice, znate, to je nešto čudesno" te ponavljao riječi matematičara Kroneckera "Prirodne brojeve stvorio je dragi Bog, a sve ostalo djelo je čovjeka".
Matematičke zagonetke bila su mu velika zanimacija 1970-tih godina. Objavljivao ih je u svjetski čitanom engleskom tjedniku "The Listener" čiji je izdavač BBC. Bio je ugledan u tom poslu. Povodom proslave 50. obljetnice tog lista, bio je jedini zagonetač s europskog kontinenta koji je bio pozvan na proslavu u London.
Član nekoliko kulturnih i stručnih društava. Počasni član Društva inženjera i tehničara (DIT) i Hrvatske akademije tehničkih znanosti. Član Društva prijatelja glagoljice.
Zaljubljenik u hrvatski jezik. Bio je duboki znalac hrvatske povijesti i hrvatskih jezičnih pitanja. Na najavu izdavanja novog jednojezičnog (hrvatsko-hrvatskog), jednosveščanog rječnika, kazao je što zamišlja i što očekuje od tog rječnika kao budući kupac: "Lijepo bi bilo da ga se ne ograniči samo na hrvatsku štokavštinu. Neka to bude rječnik koji uzima u obzir cijelu hrvatsku književnost, a to će reći i djela što ih naši pisci objavljuju i na područnim narječjima kao npr. na čakavskom ili na kajkavskom. Ako je uvrštena riječ čakavska, odnosno kajkavska, neka bude kao takva u rječniku i označena. Ta su narječja hrvatska pa ih se kao dio hrvatskoga jezika ne bi smjelo mimoići i tako potiskivati. Uključivanjem tih narječja uz hrvatsku štokavštinu taj bi rječnik uistinu bio rječnik živoga hrvatskog jezika. Novi bi rječnik uključivanjem čakavskih riječi otvorio put i o onima koji nisu čakavci do punijeg shvaćanja čakavskih pisaca i pjesnika... a ujedno i usporio povlačenje i odumiranje tog milozvučnog narječja pod utjecajem škole i sredstava javnog priopćavanja...Slično bi mogli i obrazlagati da i kajkavske riječi trebaju ući u rječnik koji se želi prikazati kao rječnik hrvatskoga jezika. I tu se može navesti niz pisaca koji su se poslužili i kajkavštinom da stvore djela koja su ures i ponos hrvatske književnosti...Novi rječnik neće moći mimoići ni turcizme koji su k nama došli preko Bosne... Nije cijena rječnika osnovna odrednica njegova opsega. Mi smo Hrvati željni i žedni hrvatske riječi nakon suše i represije, koja je tu vladala decenijama. Neka dođe pravi, istinski, pouzdani, jednosveščani, priručni rječnik živoga hrvatskog jezika koji će uz Bibliju - ili Kuran - biti druga knjiga u ruci svakog naobraženog Hrvata koji poštuje i voli svoju Domovinu. Neka to bude rječnik jednako drag i štokavcu i čakavcu i kajkavcu, neka to bude rječnik hrvatskog jezika čitave nam Hrvatske." Nije volio Anićev rječnik. Smatrao ga je uvrjedom za svoj materinji jezik hrvatski, svoju hrvatsku domovinu, dodavši da je Anićev rječnik pokušao podrovati taktikom trojanskog konja pokušavajući u njega prokrijumčariti štošta što je hrvatskom jeziku strano i neprihvatljivo. Protivio se bespametnom uzimanju tuđica iz tuđeg jezika "šakom i kapom", u ovom slučaju srpskog: "Čemu, dakle, da uz one barbarizme što nam ih je donosio istočni vjetar primamo i dobre srpske ili posrbljene riječi za čija značenja imamo svoje? Kad bismo to prihvatili, naš se govor ne bi razlikovao od vokabulara posjetilaca zagušljive "Balkanske krčme"".
Naglašavao je da se istinski može stvarati jedino u "sabranom duhu". Pri tome je izrekao sumnjive i počesto opasne vrijednosti koje se djeci i omladini u Hrvatskoj serviraju putem raznih medija, od televizije i radija do novina.
Umro je 2003. godine. Pogrebni obred vodio je pomoćni biskup zagrebački mons. Josip Mrzljak. Pokopan je u obiteljskoj grobnici, a po njegovoj želji i želji njegove majke, na prsima mu je stavljena krsna košuljica.

## Priznanja
- Nagrada i priznanje grada Splita.[1]
- Počasni savjetnik Instituta Ruđer Bošković.[1]
- Počasni član Hrvatske akademije tehničkih znanosti.[1]
- Orden rada sa zlatnim vijencem 1965. godine.[1]
- Zlatna plaketa "Josip Lončar".[1]
- Povelja Sveučilišta u Zagrebu za izniman doprinos razvitku tehničkih znanosti.[1]

## Vanjske poveznice
- Hrvatska enciklopedija
- Galerija Krunomir Galerija Krunomira Dvorskog, Sveučilište Waterloo, Kanada
- FER Tomislav Petković: Deseta obljetnica smrti prof. dr. sc. Vatroslava Lopašića, 9. prosinca 2013.